# William Amhurst Tyssen-Amherst
Lord William Amhurst Tyssen-Amherst (25 avril 1835 - 16 janvier 1909). 